# 拉卡皮利亞區
16°45′25″S 71°10′46″W / 16.7570°S 71.1794°W
拉卡皮利亞區（西班牙語：Distrito de La Capilla），是秘魯的一個區，位於該國南部莫克瓜大區的桑切斯將軍山省，始建於1942年9月30日，面積776平方公里，海拔高度1,800米，2005年人口1,525，人口密度每平方公里2人。